# Hillman 14
La Hillman Fourteen (ou Hillman Quatorze) est une voiture quatre cylindres de taille moyenne annoncée par le directeur de Hillman, Spencer Wilks, beau-fils de William Hillman, à la fin de septembre 1925. Cette nouvelle Quatorze a considérablement augmenté la part de marché de Hillman et est restée en vente jusqu'en 1931. Pendant cette période, elle fut le principal produit de la société anglaise.

## Aperçu
À la fin des années 1920, l'habitude de solidement fixer les moteurs et autres organes mécaniques au châssis suggérait qu'une voiture de taille moyenne comme la Quatorze dut recevoir un moteur d'au moins six cylindres pour réduire les vibrations. Donc la Quatorze deux litres a laissé la place à la six cylindres Hillman Wizzard 65 de 2,1 litres en avril 1931. La Wizzard 65 disparaît déjà en 1933. La 20/70 de 2,8 litres, renommée Wizzard 75, a continué aux côtés de la Seize de 2,6 Litres et de la Hawk de 3,2 litres, toutes des six cylindres. Pendant quatre ans, Hillman n'a pas d'offre de voitures de deux litres.
Les six-cylindres n'ont pas autant de succès que prévu et, en octobre 1937, une nouvelle Hillman Quatorze 2 litres à 4 cylindres avec une belle carrosserie remplit ce créneau dans la gamme. L'offre Hillman est alors la Minx et cette nouvelle Quatorze.
En 1946, la production reprend, mais l'ancienne Hillman Quatorze reçoit un coffre et les marchepieds disparaissent. La voiture est siglée Humber Hawk.

## Nouveau segment de marché

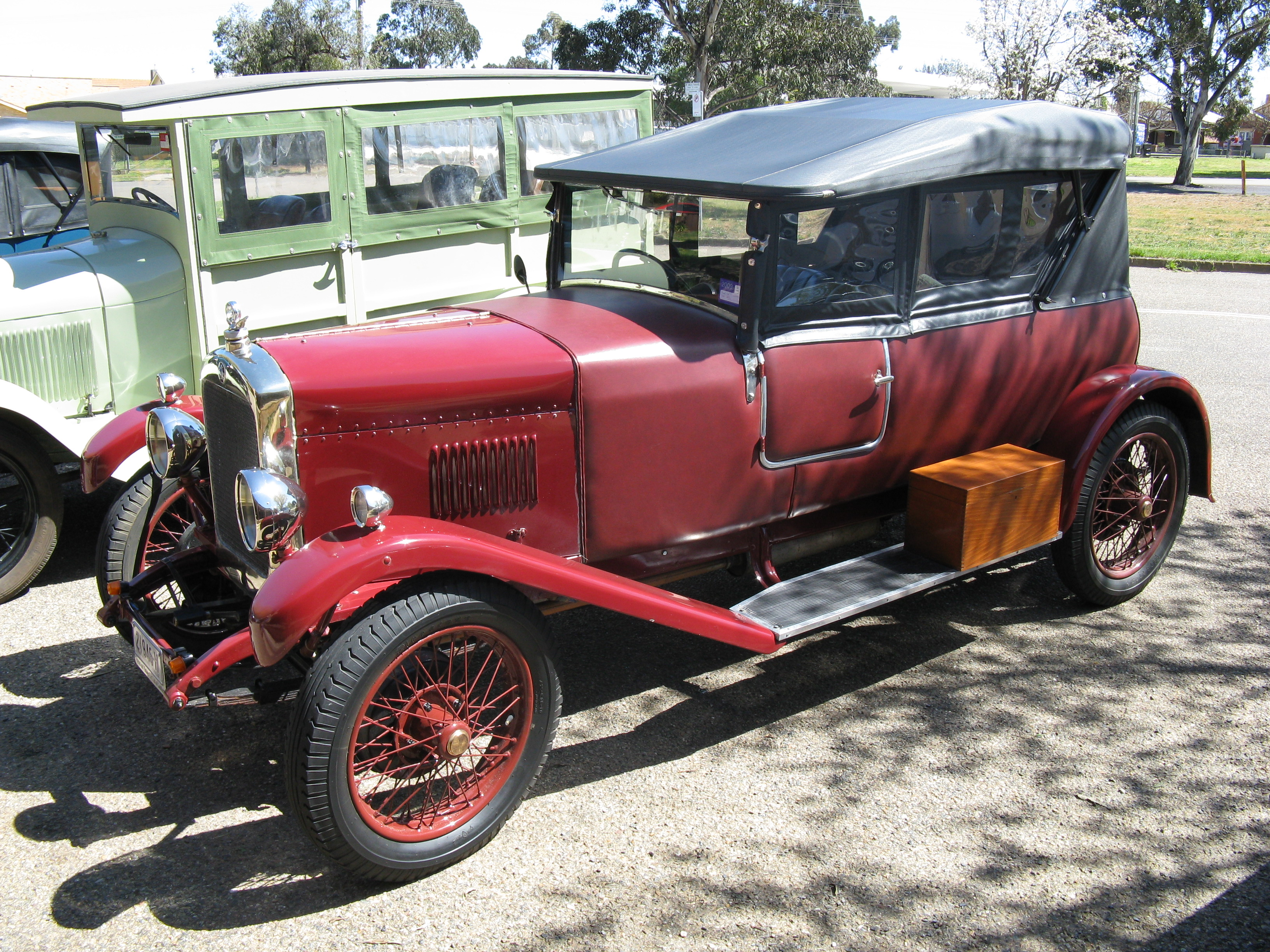
Randonneuse à carrosserie tissu Weymann, 1927

Au début des années 1920, Hillman s'est concentré sur les petites voitures avec les modèles 10 et 11 hp, mais avec la 14 chevaux, ils abordent une taille plus grande dont les Austin 12 hp et Humber 14/40 sont concurrentes. La nouvelle Hillman est proposée au prix de 345 £ pour la berline, battant l'Austin vendue 455 £. Le slogan était : « la voiture qui coûte moins qu'elle ne le devrait ».
Moteur
La conception est largement conventionnelle avec un moteur monobloc à longue course (72 × 120 mm), quatre cylindres de 1 954 cm3 à soupapes latérales développant 35 ch, moteur construit d'une pièce avec la boîte à quatre vitesses, et l'axe arrière à engrenage conique en spirale.
Châssis
Des freins à tambour commandés par câble sont montés sur les quatre roues depuis le début, mais exceptionnellement, un servo à dépression était en option. Le frein à main a son propre jeu de patins sur les freins arrière. Le châssis en acier avait des ressorts à lames semi-elliptiques aux quatre extrémités.
Dans un essai paru dans Autocar, la vitesse de pointe est mesurée autour de 90 km/h, et la consommation de carburant est à 12,0 L/100 km.
Carrosseries
La gamme de carrosseries comprenait des berlines et des randonneuses. Les voitures étaient bien équipées et spacieuses avec un changement de vitesse à droite du conducteur, près de la porte, une caractéristique considérée comme haut de gamme à l'époque. Du verre de sécurité est employé dans les fenêtres de la berline Sécurity Saloon de 1928. On pouvait choisir entre des roues à rayons d'acier ou en bois. Une landaulette a été annoncée en 1927.
L'équipement standard incluait: une horloge, un compteur de vitesse, une jauge d'huile, un essuie-glace, un rétroviseur conducteur, une lampe de tableau de bord, un porte-plaque d'immatriculation, des tapis de sol, etc..

### Essai routier
Au début de janvier 1925, le correspondant automobile du Times décrit la nouvelle Hillman comme assez vive, silencieuse et sans vibrations, mais la suspension est estimée assez dure. Il n'y avait pas à se plaindre de bourdonnements de la boîte de vitesses. Tous les contrôles, y compris la direction et les freins, fonctionnent bien et les sièges sont décrits comme confortables. La voiture à une vitesse maximale de 90 km/h.
Mise à jour de septembre 1927
Après deux années de production, des améliorations sont apportées en septembre 1927 pour le salon de l'automobile de l'Olympia. L'empattement a été allongé de 51 mm mais pas la longueur totale de la voiture. La direction est devenue plus souple et plus légère, et on peut maintenant régler la colonne. Les câbles de frein avant sont maintenant remplacés par des tringles. Le moteur est équipé d'un vilebrequin plus grand reposant sur plus de roulements et une nouvelle culasse au dessin "anti-détonation" est adoptée. Une berline de sport à carrosserie tissu Weymann quatre portes quatre fenêtres latérales avec verre de sécurité en option (choisie pour usage personnel par Henry Segrave) et une berline de Sécurité (équipée de verre Triplex) à six vitres latérales sont ajoutées à la gamme. L'option « roues d'artillerie » en bois n'est plus disponible. Des feux de position sont ajoutés et la banquette avant est remplacée par deux sièges, la place assise étant augmentée à l'avant comme à l'arrière. On note également de petits changements aux garde-boue et aux marchepieds. La voiture d'exportation est élargie à 1 700 mm. Une pompe à eau et un large réservoir au sommet du radiateur sont ajoutés aux modèles d'exportation.

### Grand lifting de septembre 1928

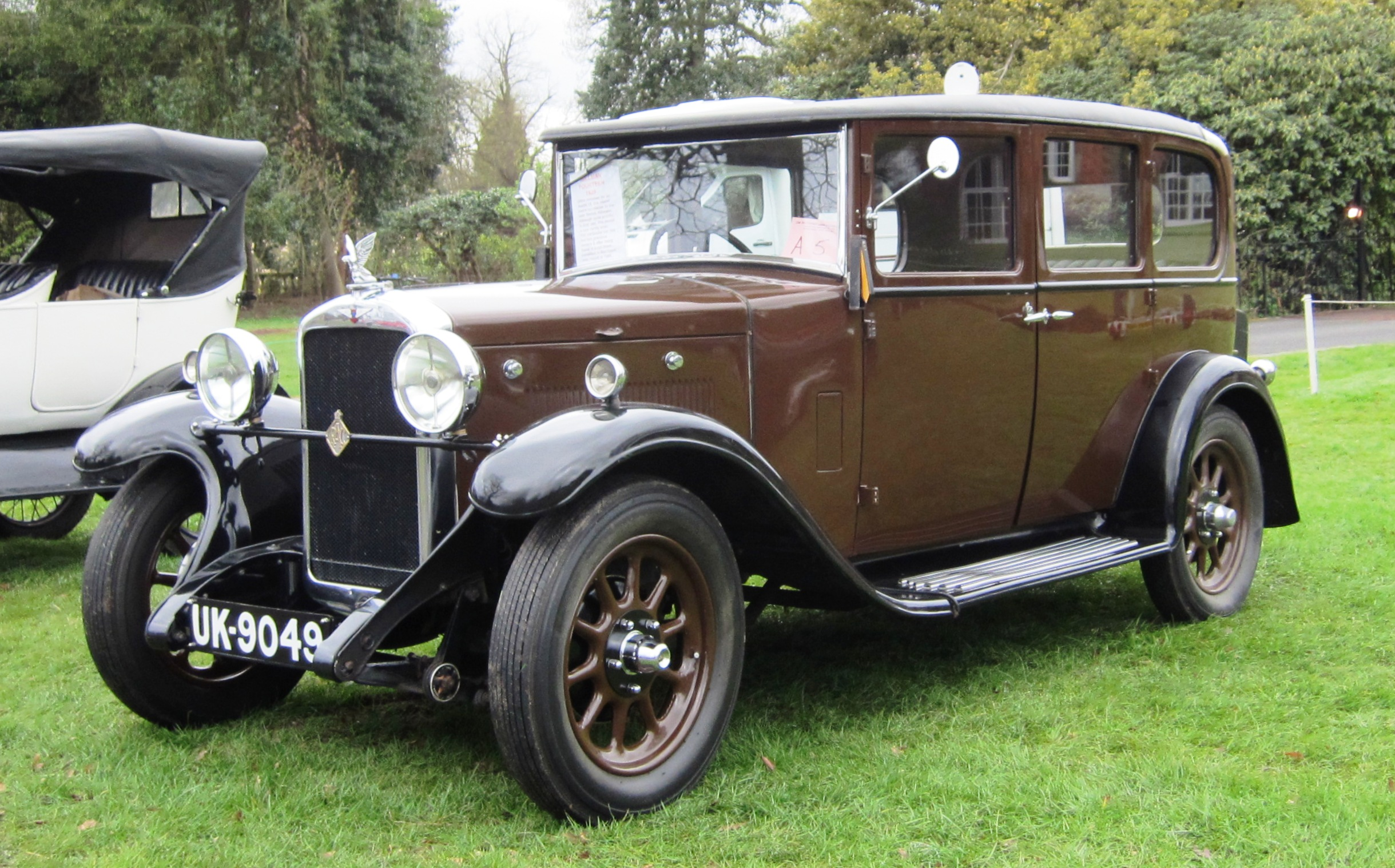
Berline carrossée 6 fenêtres enregistrée en juin 1930

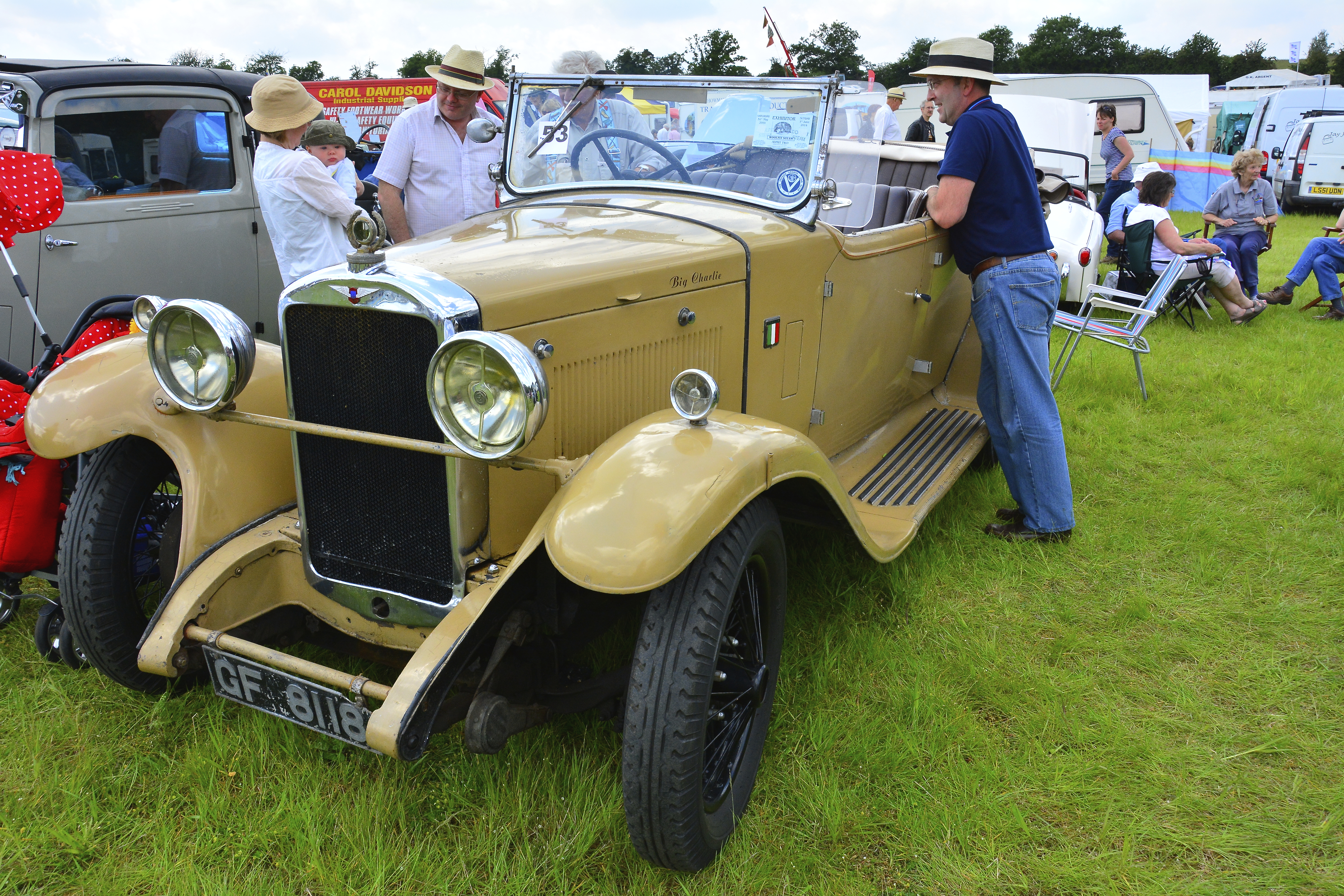
Une randonneuse enregistrée en mars 1930

Au cours de l'année 1928, les Frères Rootes prirent le contrôle de Hillman.
Un nouveau radiateur plus profond apparaît début septembre 1928 avec les grands phares sur une barre transversale entre les ailes. Les plus grandes carrosseries sont abaissées de 76 mm, sans réduction de la garde au sol ni de la hauteur intérieure. La gamme de carrosseries est rationalisée et comprend une berline standard, une berline tissu, le coupé Segrave, une randonneuse et le Huski (sic), randonneuse de sport carrosserie tissu. Il y a de nouveaux renforcements de châssis et l'empattement des voitures destinées au marché intérieur passe de 1 321 à 1 422 mm. Un arbre de transmission Hardy-Spicer plus résistant, à joints métalliques, est employé. Les freins deviennent plus puissants et il y a des amortisseurs aux quatre roues. Une jauge de pression d'huile est ajoutée au tableau de bord.
octobre 1929
Pour 1930 un châssis plus solide est employé avec des ressorts plus grands montés sur silentbloc et les freins sont encore améliorés.
Salon De L'Automobile Olympia en octobre 1930
Trois quatorze se trouvaient sur le stand Hillman, une décapotable deux portes, une randonneuse de sécurité quatre portes et une berline Weymann à toit ouvrant. Les sièges avant peuvent maintenant glisser et une jauge d'essence est ajoutée au tableau de bord. Les freins ont une servo-assistance sur le modèle de sécurité. Toutes les voitures exposées étaient équipées de verre de sécurité.
Le mois suivant, le président annonce aux actionnaires lors de l'assemblée annuelle que les Quatorze continuent d'être bien reçues mais, six mois après le salon de l'automobile, à la fin du mois d'avril 1931 elle est remplacée par la Hillman Wizard 65.

## Une toute nouvelle voiture
Salon de l'automobile Olympia en octobre 1937
Montrée pour la première fois au salon de l'Automobile Olympia en octobre 1937, une partie de son vedettariat fut volée par la "Ghost Minx" exposée à côté. Des trous avaient été pratiqués dans la carrosserie de la Minx et couverts de panneaux Plexiglas.
Carrosserie
La nouvelle Hillman Quatorze deux litres était une voiture beaucoup plus jolie que la Hawk de 3,2 Litres qu'elle remplaçait. C'était une ligne simple, créée pour une voiture économique à quatre cylindres. Le meilleur usage a été fait des voies et empattements élargis, et cinq passagers pouvaient y prendre place confortablement. Elle avait six fenêtres latérales et des déflecteurs à l'avant des portières avant, et un ventilateur sous le tableau de bord offrait une arrivée d'air supplémentaire. Le toit ouvrant du modèle Luxe était en acier, tout comme le reste de la carrosserie. Les pieds des passagers n'étaient pas coincés dans des espaces réduits. La taille du coffre arrière pouvant être fermé à clé était considérée comme adéquate, et la roue de secours se logeait dans un compartiment séparé en dessous des bagages. Le pare-brise pouvait être suffisamment ouvert pour offrir une bonne vue par temps de brouillard et comportait deux essuie-glaces. Il y avait trois cendriers à l'intérieur, et les sièges avant pouvaient être déplacés longitudinalement.
Freins, direction et suspension.

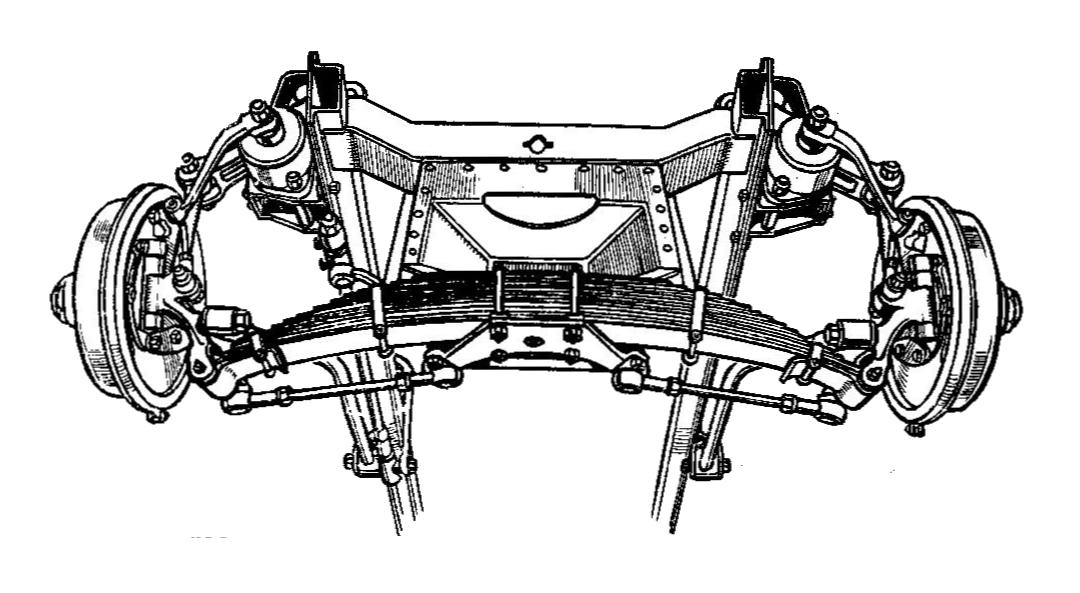
Suspension avant Evenkeel du Groupe Rootes

Les freins étaient des Bendix. Les tambours de 279 mm étaient actionnés mécaniquement. La suspension arrière était encore à lames semi-elliptiques, mais la suspension avant indépendante Evenkeel utilisait des lames transversales. La direction se faisait par un boitier à vis et galet. La puissance du moteur était transmise depuis la sortie de la boite de vitesses à l'essieu arrière semi-flottant par un arbre de transmission ouvert monté sur des roulements à aiguilles. Un système de points de levage était inclus.
|  |  |

### Nouveau moteur
Ce nouveau moteur était un retour aux quatre cylindres de taille moyenne, plus simples et plus efficients que les six-cylindres des années trente. Il reçut un purificateur d'air à bain d'huile pour le carburateur descendant et un starter automatique. Les soupapes sont latérales et actionnées par des poussoirs. L'eau de refroidissement circulait grâce à une pompe régulée par un thermostat. La conception, d'une cylindrée de 1 669 cm3, était une version simplifiée du moteur Snipe d'abord employé dans les Humber 12 de 1933 et réalésé à 75 mm.
Le moteur, l'embrayage et la boîte de vitesses forment un ensemble monté sur des silent-blocks de caoutchouc permettant d'absorber les vibrations. En conséquence, les commandes sont actionnées par câbles. La puissance annoncée était de 51 ch à 3 600 tr/min. La taxe était juste en dessous des quatorze chevaux.
Le moteur continua dans les gammes Humber Hawk, Sunbeam-Talbot 2 Litres et Sunbeam Alpine. Il est converti en modèle à soupapes en tête pour la seule Sunbeam-Talbot en juillet 1948 et réalésé de 6 mm pour atteindre la cylindrée de 2 267 cm3 pour 1951. Il continua en version soupapes latérales sur la Hawk jusqu'en été 1955 et maintenu en production pour la Hawk jusqu'à ce qu'elle soit arrêtée en 1968.

### Essai sur route
Le Times publia un essai routier 18 mois après l'annonce de la voiture. Leur correspondant aimait les nouvelles lignes fluides de la voiture. Il la décrivit comme bon marché et facile à contrôler, tout en montrant rapidement beaucoup de puissance et de souplesse. Dans l'ensemble, dit-il, il y avait peu de commentaires, outre que la synchronisation requérait une petite pause au changement de vitesses, et qu'en certaines circonstances, freiner pouvait altérer la direction. La suspension est décrite comme excellente, un passager arrière ayant confortablement voyagé sans être dérangé sur de mauvaises surfaces. On maintient facilement les 80 km/h sans encombre et la vitesse maximale est de 106 km/h.
Une variante luxueuse, la berline de sport.
Il fut annoncé fin août 1939 que la forme de la Sunbeam-Talbot Ten serait utilisée conjointement avec le moteur Hillman Fourteen pour créer une nouvelle voiture. Elle était présentée comme la Sunbeam-Talbot 2 Litres et était disponible comme berline de sport à quatre fenêtres latérales, randonneuse quatre places de sport, décapotable quatre places et une biplace de sport. La nouvelle carrosserie est en acier et en frêne sur un châssis plus court, d'un empattement de 2 438 mm avec une voie de 1 219 mm.
Trois jours plus tard, le Royaume-Uni déclara la guerre à l'Allemagne.